# جان بلک
جان بلک (به انگلیسی: John Black) سناتور سابق عضو حزب دموکرات ایالات متحده آمریکا بود. وی در سال ۱۸۳۲ تا ۱۸۳۳ و ۱۸۳۳ تا ۱۸۳۶ و ۱۸۳۶ تا ۱۸۳۸ میلادی سناتور ایالت میسیسیپی در سنای ایالات متحده آمریکا بود.